# Зарипов, Владимир Галимович
 Полный кавалер ордена Славы
Владимир Галимович Зарипов (4 сентября 1925, Каменец-Подольский — 7 августа 1999) — старшина Красной Армии, наводчик-артиллерист СУ-76 22-й (70-й гвардейской) самоходно-артиллерийской Невельско-Берлинской ордена Ленина, Красного Знамени, Суворова, Кутузова, Богдана Хмельницкого бригады. Участник Великой Отечественной войны, полный кавалер ордена Славы.

## Биография
Родился в 1925 году в г. Каменец-Подольский. Сын бывшего бойца Первой Конной армии, который остался после гражданской войны на Подолье. Воспитанник детдома. Окончил 9 классов (1939).
Работал трактористом в колхозе.
В Красной Армии с ноября 1942 года, на фронте в Великую Отечественную войну с декабря 1942 года.
Демобилизован в сентябре 1945. Член КПСС с 1951. С 1965 старшина в отставке.
Работал рабочим завода инструментов твердых сплавов. В 1969 окончил Каменец-Подольский педагогический институт. Работал администратором в кинотеатре «Дружба».
Участник Парада на Красной площади в Москве 9 мая 1995 года в ознаменование 50-летия Победы.
Жил в г. Каменец-Подольск.

## Описание подвигов

### Освобождение Западной Украины
27 июля 1944 года заряжающий СУ-76 22-й самоходной артиллерийской бригады (4-я танковая армия, 1-й Украинский фронт) младший сержант 3арипов в ходе Львовско-Сандомирской операции по освобождению Западной Украины в бою в районе населённого пункта Лапке (западнее г. Золочев Львовской области) при отражении контратаки пехоты противника был ранен, но продолжал выполнять боевой приказ. Вместе с экипажем уничтожил до 10 солдат, пленил офицера и 2 солдат.
15 октября 1944 года награждён орденом Славы 3 степени.

### Освобождение Южной Польши
22 января 1945 года наводчик орудия самоходной артиллерийской установки (бригада та же) 3арипов в ходе Сандомирско-Силезской операции в боях у г. Бояново (Польша) в составе экипажа поразил БТР, 4 автомобиля, около 20 вражеских солдат, захватил в плен 7 фашистов.
20 февраля 1945 года награждён орденом Славы 3 степени, 20 декабря 1951 года перенаграждён орденом Славы 1 степени.

### Освобождение Праги
7 мая 1945 года наводчик гаубицы 70-й гвардейской самоходной артиллерийской бригады (преобразована 17 марта 1945 года из 22 сабр) 4-й гвардейской танковой армии (сформирована 18 марта из 4-й танковой армии) гвардии младший сержант 3арипов в ходе Пражской операции в бою за населённый пункт Лангенау (8 км юго-западнее г. Фрайберг, Германия) истребил свыше 10 вражеских солдат.
31 мая 1945 награждён орденом Славы 2 степени.
Также награждён Орденом Отечественной войны 1 степени и медалями.